# Amazilia yucatanensis
Amazilia yucatanensis е вид птица от семейство Колиброви (Trochilidae).

## Разпространение
Видът е разпространен в Белиз, Гватемала, Мексико, САЩ и Хондурас.